# Collection du lecteur
La Collection du lecteur est une collection de volumes à format réduit et à petit prix des éditions Cosmopolites, parus de 1928 à 1934.

## Parmi les auteurs publiés
- Maurice Dekobra
- J.-H. Rosny aîné
- Lew Wallace
- Théophile Gautier
- Marcel Prévost
- Jack London
- Henry Murger
- Léon Poirier
- Thea von Harbou

## Liste des volumes
- 1 Minuit... place Pigalle, Maurice Dekobra, 1928
- 2 Ben-Hur, Lew Wallace, 1928
- 3 La Femme disparue, J.-H. Rosny aîné, 1928
- 4 Les Trois Justiciers, Edgar Wallace, 1928
- 5 Les Ailes, John Monk Saunders, 1928
- 6 Poutnik le proscrit, Émile Zavie, 1928
- 7 Le Don Juan de Venise, Bertrand de Norvins, 1928
- 8 La Mouche, Edgar Wallace, 1929
- 9 Le Musicien de minuit, Théodore Valensi, 1929
- 10 Les Espions, Thea von Harbou, 1929
- 11 La Vipère dorée, Albert Erlande, 1929
- 12 La 61e Seconde, Owen Johnson, 1929
- 13 La Fille du cheikh, Amédée Boussard, 1929
- 14 Les Voleurs d'âmes, Georges Delamare, 1929
- 15 Le Capitaine Fracasse, Théophile Gautier, 1929
- 16 L'Aventure thermale, Pierre La Mazière, 1929
- 17 La Piste 98, Robert W. Service, 1929
- 18 Le Trois-mâts fantôme, Jean d'Agraives, 1929
- 19 Ombres blanches, Frederick O'Brien, 1929
- 20 L'Entonnoir de cuir, Conan Doyle, 1929
- 21 La Paille dans l'acier, Marcel Prévost, 1929
- 22 Quartier latin, Maurice Dekobra, 1929
- 23 L'Énigme de la malle rouge, H.-J. Magog, 1929
- 24 Une femme dans la lune, Thea von Harbou, 1929
- 25 La Vestale du Gange, José Germain et Émile Guérinon, 1929
- 26 L'Histoire des treize, H. de Balzac, 1929
- 27 Une femme et vingt millions, Albert Boissière, 1929
- 28 La Princesse d'Erminge, Marcel Prévost, 1929
- 29 Le Train fantôme, Ruth Alexander et Arnold Ridley, 1929
- 30 L'Île sans nom, Maurice Level, 1929
- 31 Le Papyrus, Édouard de Keyser, 1929
- 32 L'Envoûteuse, A. Ch. de Privière, 1929
- 33 Yasmina, Théodore Valensi, 1930
- 34 Le Duc Rollon, Léon de Tinseau, 1930
- 35 Le Fou qui chante, Hubert Dail, 1930
- 36 Cagliostro, Jacques Arvor, 1930
- 37 Le Virus 34, Jean d'Agraives, 1930
- 38 Le Retour du printemps, Albert-Jean, 1930
- 39 La Dépouille du lion, Horace Van Offel, 1930
- 40 L'Homme qui devint gorille, H.-J. Magog, 1930
- 41 La Cité des voleurs, Maurice Level, 1930
- 42 Le Secret de l'épave, R. L. Stevenson, 1930
- 43 La Maison des morts, Léon Groc, 1930
- 44 La Porte aux sept serrures, Edgar Wallace, 1930
- 45 Le Drame du Korosko, Conan Doyle, 1930
- 46 L'Homme au loup, Jean Renaud, 1930
- 47 Le Scarabée d'or, Edgar Poe, 1930
- 48 Les Diamants de Murat, Édouard de Keyser, 1930
- 49 La Maison des morts, Léon Groc, 1930
- 50 La Poursuite de l'auto grise, H.-J. Magog, 1930
- 51 La Folie malaise, J. Conrad, 1930
- 52 Ombres royales, José Germain et Émile Guérinon, 1930
- 53 La Cabine tragique, Léon Groc, 1930
- 54 Le Serpent de Kali, Jean d'Agraives, 1930
- 55 L'Homme aux cent masques, Edgar Wallace, 1930
- 56 Le Formidable Secret, René Le Cœur, 1930
- 57 Le Peuple de la mer, Marc Elder, 1930
- 58 L'Appel de la forêt, Jack London, 1930
- 59 Scènes de la vie de bohème, Henry Murger, 1931
- 60 L'Île au trésor, R. L. Stevenson, 1931
- 61 Les Soutanes vertes, Isabelle Sandy,
- 62 Le Document 127, Jean-Joseph Renaud, 1931
- 63 L'Amour sous clef, Albert-Jean, 1931
- 64 Caïn, Léon Poirier, 1931
- 65 La Femme au collier de velours, Alexandre Dumas, 1931
- 66 L'Infante à la rose, G. Reval, 1931
- 67 L'Autobus évanoui, Léon Groc, 1931
- 68 Du sang sur la ville, Jean-Renaud, 1931
- 69 Le Train des suicidés, Charles Vayre et Charles Cluny, 1931
- 70 La Maison au bord des sables, Henry-Jacques, 1931
- 71 L'Homme qui fut assassiné, Rodolphe Bringer, 1931
- 72 La Danse de folie, José Germain et Émile Guérinon, 1931
- 73 Marthe, femme seule, Antonine Coullet-Tessier, 1931
- 74 Filets bleus, Léo Gaubert, 1931
- 75 Jeu d'andalouse, Édouard de Keyser, 1931
- 76 La Malle d'osier, Stéphane Corbière, 1931
- 77 Le Tournoi de la haine, Pierre Chanlaine, 1931
- 78 Le Démon des bateaux sans vie, Yves Dartois, 1931
- 79 Les Masques de l'amour, Marion Gilbert, 1931
- 80 Monsieur de Jonkhère, gentilhomme d'aventures, Paul Lenglois, 1931
- 81 Segondine, Marcel Millet, 1932
- 82 La Guerre des perles, Stéphane Corbière, 1932
- 83 Marie-Aimée, Suzanne Normand, 1932
- 84 Le Roi de la jetée, Horace Van Offel
- 85 L'Enfant qui prit peur, Gilbert de Voisins, 1932
- 86 Aliette, Frédéric Boutet, 1932
- 87 Pour marier Colette, Jean Mesmy, 1932
- 88 Constance dans les cieux, François de Bondy, 1932
- 89 Candide et l'ingénu, Voltaire, 1932
- 90 Cœur à cœur, Suzanne Normand, 1932
- 91 Frankenstein[1], Mary Shelley, 1932
- 92 Anna l’aventureuse, E. Phillips Oppenheim, 1932
- 93 Classe 14, Roger Labric, 1932
- 94 Deux yeux bleus, Thomas Hardy, 1932
- 95 Kaali déesse de l'amour et de la mort, Isabelle Sandy, 1932
- 96 La Vie éternelle, Hall Caine, 1932
- 97 La Marquise de Ganges et sa fille, Frédéric Boutet, 1932
- 98 L'Étoile des Rosgreave, Suzanne Frémont, 1932
- 99 Un de l'aviation, Roger Labric, 1932
- 100 Secrets d’État, Tristan Bernard, 1932
- 101 La Maison de la peur, Brada, 1933
- 102 Le Poison de Goa, Maurice Magre, 1933
- 103 Gendre et martyre, P.-G. Wodehouse, 1933
- 104 Sangar, taureau, Jean-Toussaint Samat, 1933
- 105 Les Errants, Jean-Renaud, 1933
- 106 Au nom de la loi, Paul Bringuier, 1933
- 107 La Geste de Phryné, Maurice Dekobra, 1933
- 108 Le Roman de la manucure, L. Delluc, 1933
- 109 Le Resquilleur sentimental, René Pujol, 1933
- 110 La Passion mexicaine, Horace Van Offel, 1933
- 111 Toche parmi les femmes, Antonine Coullet-Tessier, 1933
- 112 La Bourgeoise empoisonnée, Charlotte Rabette et Fernand Divoire, 1933
- 113 Erna, jeune fille de Berlin Menakas, 1933
- 114 Le Greluchon des trois Maries, Raymond Boissier, 1933
- 115 Désir de l’amour, Georges Oudard, 1933
- 116 L’Enfant chaste, J.-M. Renaitour, 1933
- 117 Le Bistro de la chambre, Georges de La Fouchardière et Félix Celval, 1933
- 118 L'Épouvante, Maurice Level, 1933
- 119 Peau de chamois, Anne-Armandy, 1933
- 120 Lina de Montparnasse, André Warnod, 1933
- 121 Une femme pure, Marise Querlin, 1933
- 122 Lévy Durand, banquier, René Pujol, 1933
- 123 Fosse 15, Albert Crémieux, 1933
- 124 La Biche aux yeux cernés, Maurice Dekobra, 1933
- 125 Péchés de jeunesse, Luc Valti, 1933
- 126 La Cage de tulle, Stéphane Corbière, 1933
- 127 Quand on aime un mandarin, André Barre, 1933
- 128 La Femme enchaînée, Jean Portail, 1933
- 130 Sao, l’amoureuse tranquille, Henry Casseville, 1933
- 131 La Princesse de New-York, Cosmo Hamilton (en), 1933
- 132 La Bouche scellée, E. Pujarniscle, 1933
- 133 Le Perroquet bleu, C. Marbo, 1934
- 134 Ambre gris, Basil Carey, 1934
- 135 La Maison de laideur et de lésine, Suzanne Normand, 1934
- 136 Au pays des Indiens dormeurs, Ridgwell Cullum, 1934
- 137 Un drame à Venise, Anne Armandy, 1934

## Source
- « Dans la même collection », in Gilbert de Voisins, L'enfant qui prit peur, éditions Cosmopolites, « Collection du lecteur » n° 85, p. 252-254